# Štefan Saxa
Štefan Saxa (24. ledna 1967 – 15. dubna 2025) byl slovenský fotbalista.

## Fotbalová kariéra
V československé lize hrál za Tatran Prešov. Nastoupil v 10 ligových utkáních, vstřelil 1 branku. Ve druhé nejvyšší soutěži hrál za Agro SSZ Hurbanovo.

## Ligová bilance
| Ročník                                        | Zápasy | Góly | Klub               |
| --------------------------------------------- | ------ | ---- | ------------------ |
| 1. československá fotbalová liga 1987/1988    | 10     | 1    | Tatran Prešov      |
| 1. slovenská národní fotbalová liga 1988/1989 | 28     | 9    | Agro SSZ Hurbanovo |
| CELKEM 1. liga                                | 10     | 1    |                    |